# Kasprowy Wierch

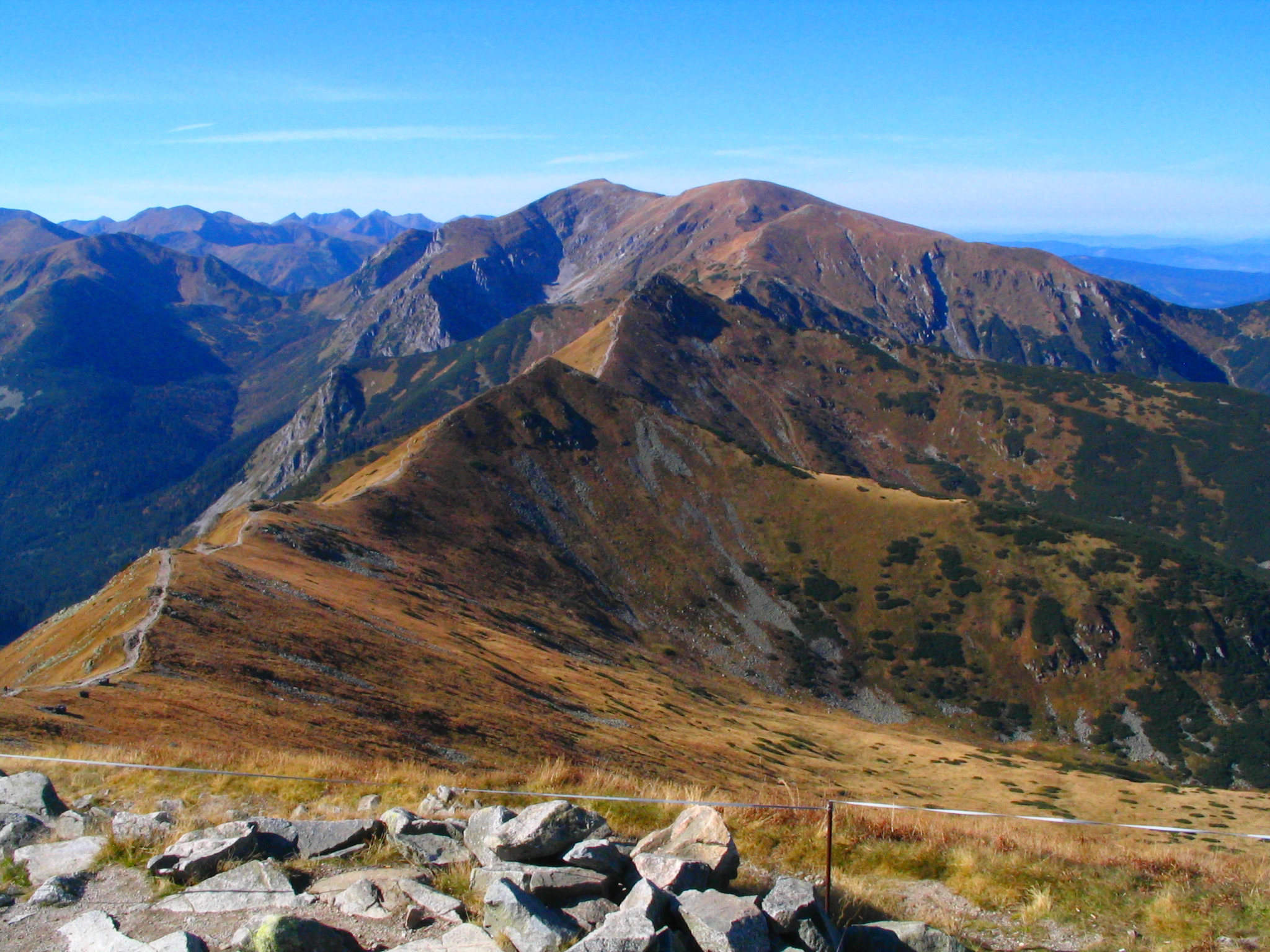
Blick vom Gipfel auf den Kammweg nach Westen

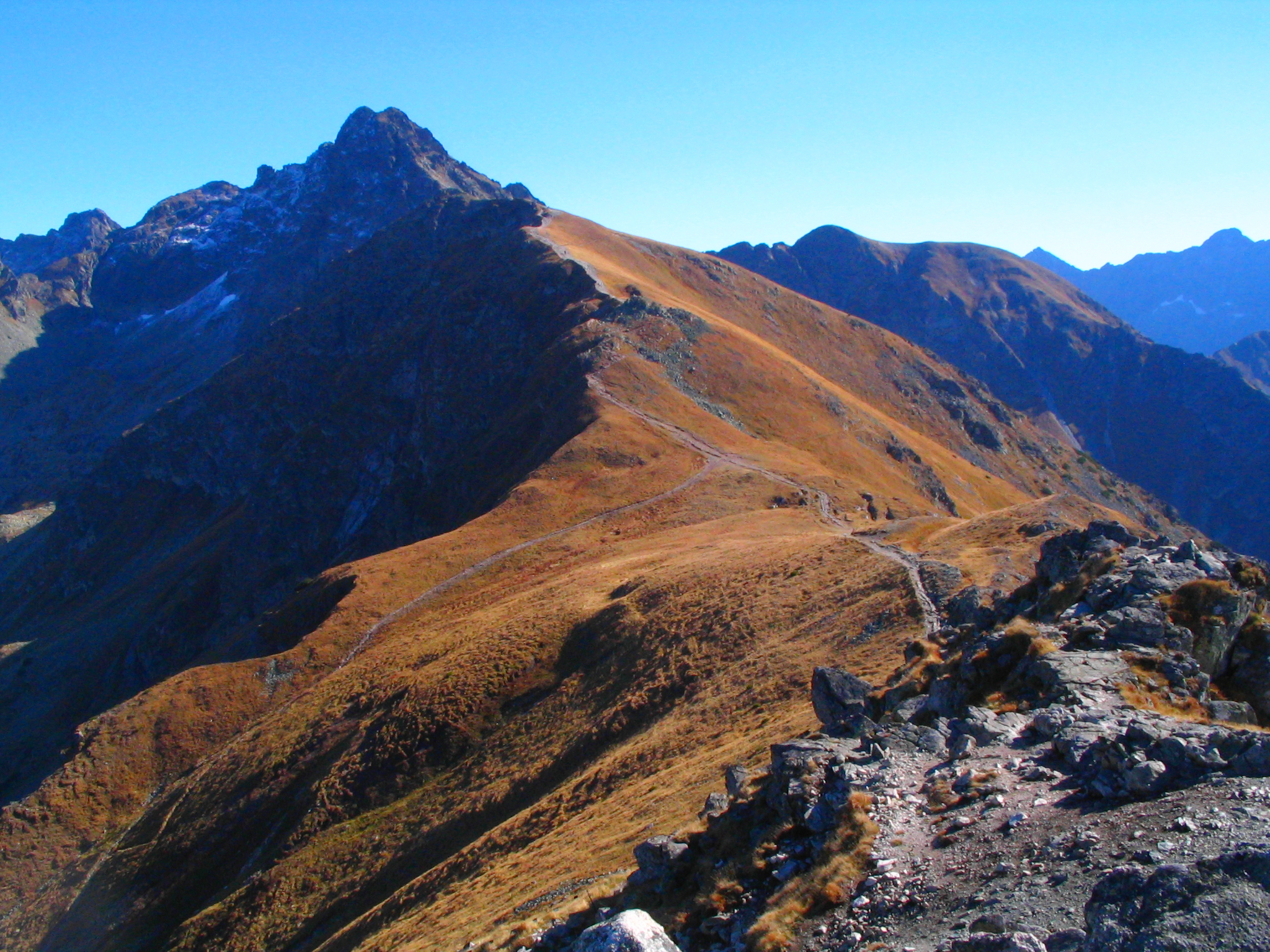
Blick vom Gipfel auf den Kammweg nach Osten

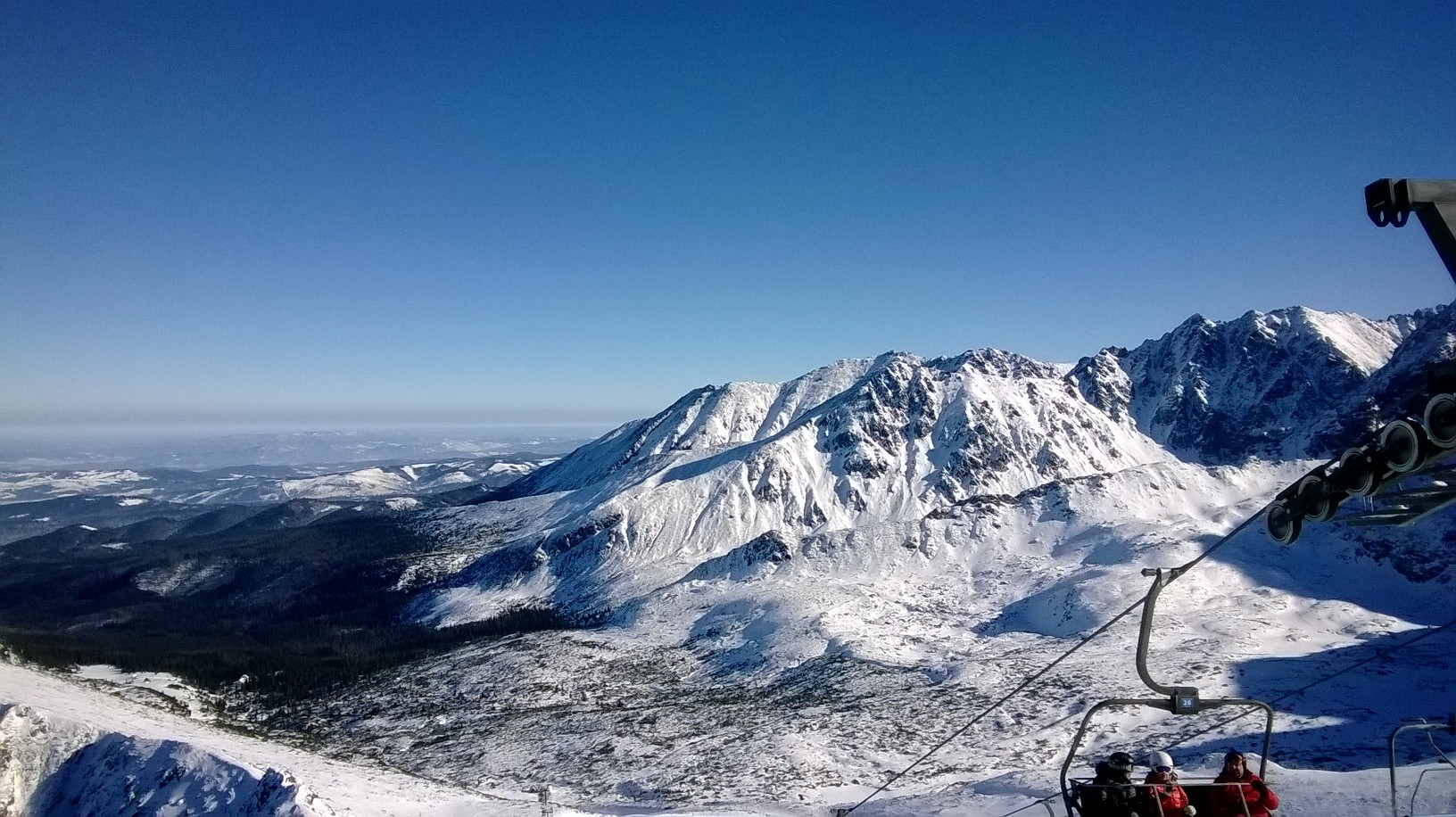
Skilift von der Hala Gąsienicowa auf den Gipfel

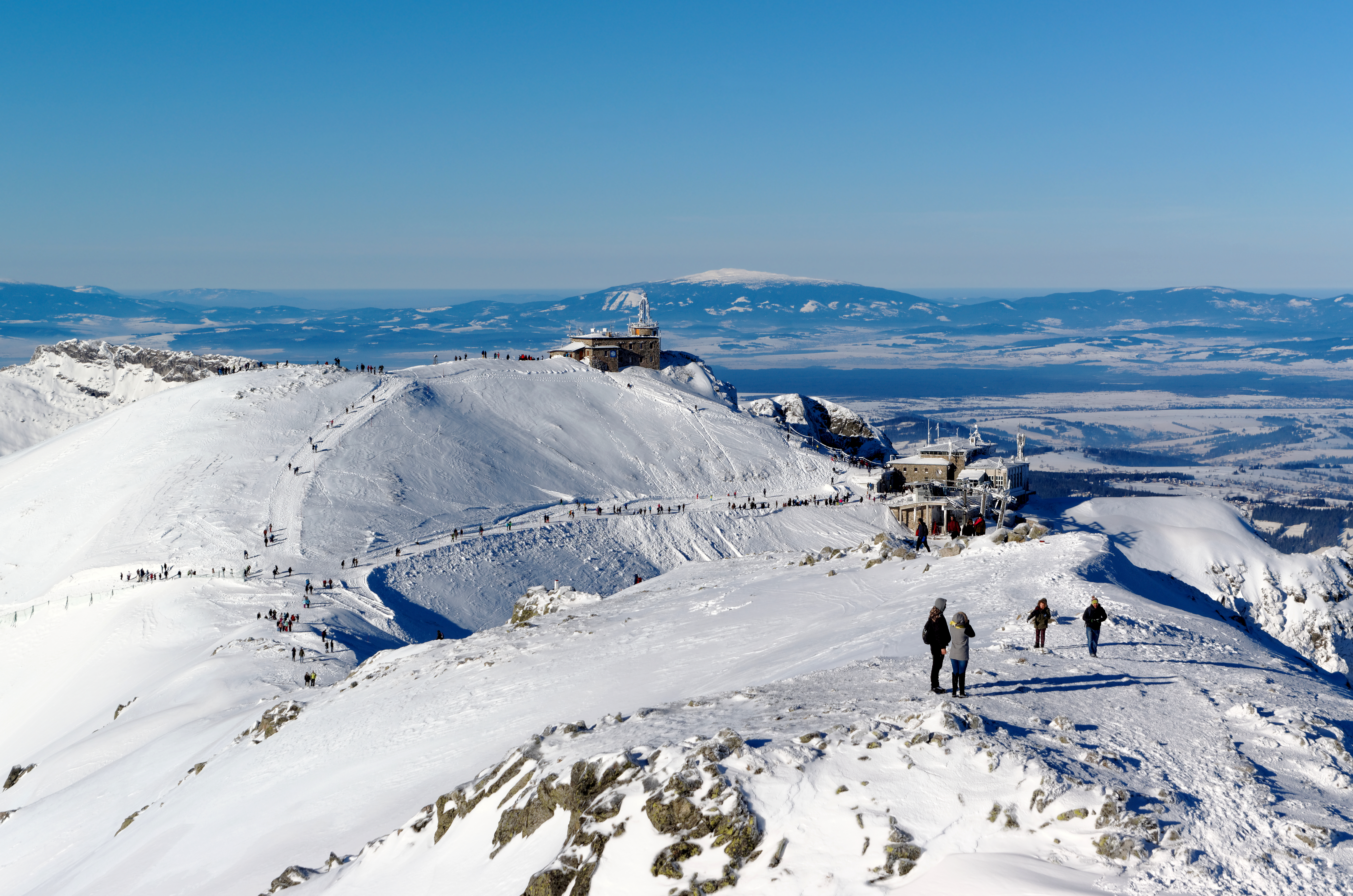
Beobachtungsstation von Osten im Winter

Der Kasprowy Wierch (polnisch) bzw. slowakisch Kasprov vrch, Karpatendeutsch Kasparskogel ist ein 1987 Meter hoher Berg an der polnisch-slowakischen Grenze auf dem Hauptkamm der Tatra in der Westtatra. Er ist einer der vier Hausberge von Zakopane. Seit 1936 befinden sich auf der polnischen Seite des Gipfels eine Seilbahn vom Zakopaner Stadtteil Kuźnice auf den Gipfel und seit 1938 eine meteorologische und eine astronomische Beobachtungsstation. Der Kasprowy Wierch ist der meistbesuchte Gipfel der Westtatra sowie der ganzen Tatra mit pro Saison bis zu 4.000 Personen pro Tag. Aufgrund seiner zentralen Lage und guter Erschließung mit der Seilbahn gilt er als beliebtestes Einfallstor in die Hohe Tatra und Westtatra.

## Lage und Umgebung
Unterhalb des Gipfels liegen die Täler Dolina Bystrej, Dolina Suchej Wody Gąsienicowej und Dolina Cicha. Der Gipfel ist von Zakopane aus zu sehen.

## Geologie
Der Berg besteht vor allem aus Sedimentgestein, insbesondere Kalkstein und Dolomiten aus den Erdzeitaltern der Trias, Jura und Kreide.

## Etymologie
Die ältesten Quellen bezeichnen den Gipfel auch als Kasprowa Czuba, Stawiańska Czuba oder Goryczkowiańska Czuba. Der Name Kasprowy Wierch kommt von der Alm Hala Kasprowa im Tal Dolina Kasprowa, die er überragt. Deren Name geht wiederum auf einen nicht näher bekannten Góralen mit dem Vor- oder Spitznamen Kasper zurück, der im 17. Jahrhundert Rechte an der Alm hatte. Von den Karpatendeutschen (Zipser Sachsen) wurde der Berg daher auch Kaspars Kogel genannt.

## Geschichte
Die Erschließung des Gipfels wurde mit dem Bau der Seilbahn Kasprowy Wierch im Jahr 1936 beschleunigt. Nach dem Brand der ersten meteorologischen und einer astronomischen Beobachtungsstation im Jahr 1936 wurde 1938 die derzeitige Station von Aleksander Kodelski und Anna Kodelska errichtet. Seit der Westverschiebung Polens 1945 ist sie das höchstgelegene Gebäude des Landes, zuvor war die Station Biały Słoń auf dem Pop Iwan mit 2028 das höchstgelegene Gebäude Polens. 1959 wurde an der Gipfelstation ein Gebäude errichtet, das ein kleines Hotel, einen Kiosk, eine Bar, ein Restaurant, einen Wartebereich mit Skiaufbewahrung sowie eine Station der Bergwacht TOPR beherbergt. Von dem Gebäude wurde ein gepflasterter Gehweg auf den Bergpass Sucha Przełęcz gebaut.
Seit dem Bau der Seilbahn wurde der Kasprowy Wierch von allen amtierenden Präsidenten Polens besucht: Ignacy Mościcki (1936), Lech Wałęsa (1992), Aleksander Kwaśniewski (1996), Lech Kaczyński (2008) und Bronisław Komorowski (2015) als auch dem letzten Exilpräsidenten Ryszard Kaczorowski (zuletzt 2003) sowie von Papst Johannes Paul II. (zuletzt 1997).

## Erstbesteigung
Der Gipfel wurde wohl bereits seit dem Spätmittelalter von Hirten und Jägern aufgesucht. Bereits 1850 führten Wanderwege von den Tälern Dolina Gąsienicowa und Dolina Goryczkowa auf den Gipfel. Die erste Winterbesteigung erfolgte durch den Bergführer Klemens Bachleda und den polnischen Historiker Karol Potkański im Jahr 1890. In dieser Zeit wurde der Gipfel von ihnen kartografiert.

## Flora und Fauna
Die Waldgrenze liegt bei ca. 1500 Höhenmeter.  Der Kasprowy Wierch ist Rückzugsgebiet für Bären, Gämsen und Murmeltiere. Er liegt seit 1954 auf dem Gebiet des Tatra-Nationalparks.

## Tourismus
Der Kasprowy Wierch ist bei Wanderern sehr beliebt. 1936 wurde die Seilbahn Kasprowy Wierch, die vom Zakopaner Stadtteil Kuźnice verkehrt, errichtet.

### Routen zum Gipfel
Folgende Wanderwege führen auf den Hauptgipfel.
- ▬ Ein grün markierter Wanderweg führt vom Zakopaner Stadtteil Kuźnice über die Myślenickie Turnie auf den Gipfel.
- ▬ Ein gelb markierter Wanderweg führt von der Murowaniec-Hütte über die Alm Hala Gąsienicowa auf den Gipfel.
- ▬ Ein rot markierter Kammweg führt vom Tal Dolina Kościeliska über die Czerwone Wierchy auf den Gipfel und weiter in die Hohe Tatra zum Höhenweg Orla Perć.

Als Ausgangspunkt für eine Besteigung aus den Tälern eignen sich die Kondratowa-Hütte, Murowaniec-Hütte und das Kalatówki-Berghotel.

### Wintersport
Seit 1910 ist der Berg sehr populär als Skigebiet. Die Seilbahn von Zakopane erschließt das Skigebiet Kasprowy Wierch. Auf dem Kasprowy Wierch gibt es zwei Sessellifte Hala Goryczkowa und Hala Gąsienicowa, die in der Wintersaison in Betrieb genommen werden. Die Sessellifte wurden in den Jahren 1961/62 und 1967/68 gebaut.

## Panorama

Panorama vom Gipfelbereich